# Chrysemys
Le tartarughe dipinte (Chrysemys Gray, 1844) sono un genere di testuggini palustri americane della famiglia degli emididi.

## Etimologia
Il nome scientifico Chrysemys è una latinizzazione del greco antico χρυσός ‑οῦ (chrysós ‑oŷ, «oro») ed ἐμύς ‑ύδος (emýs ‑ýdos, «tartaruga d'acqua dolce»; cfr. Emys), e fa riferimento al colore giallo dorato del piastrone delle tartarughe appartenenti a questo genere.

## Tassonomia
Comprende due specie viventi:
- Chrysemys dorsalis Agassiz, 1857 – tartaruga dipinta meridionale (a volte considerata una sottospecie: C. picta dorsalis)
- Chrysemys picta (Schneider, 1783) – tartaruga dipinta
  - C. p. picta (Schneider, 1783) – tartaruga dipinta orientale
  - C. p. bellii (Gray, 1831) – tartaruga dipinta occidentale
  - C. p. dorsalis Agassiz, 1857 – tartaruga dipinta meridionale (a volte considerata una specie a sé stante: C. dorsalis)
  - C. p. marginata Agassiz, 1857 – tartaruga dipinta centrale

Una terza specie fossile, Chrysemys isoni, risalente al Miocene, è stata descritta nel 2013.

## Distribuzione e habitat
Tutte le specie sono nordamericane: C. picta è presente nel Canada meridionale, in quasi tutti gli Stati Uniti e in Messico; C. dorsalis è diffusa negli Stati Uniti meridionali (Alabama, Arizona, Arkansas, Illinois, Louisiana, Mississippi, Missouri, Oklahoma, Texas); C. isoni è conosciuta da dei fossili rinvenuti al confine tra Maryland e Virginia.